# Tony Meola
Antonio Michael Meola oftewel Tony Meola (Belleville, 21 februari 1969) is een Amerikaans voormalig voetballer die speelde als keeper bij voornamelijk New York/New Jersey Metrostars en Kansas City Wizards.

## Clubcarrière

### Zijn beginjaren
Meola speelde aanvankelijk op de universiteit voor de Virginia Cavaliers. Eind 1989 tekende hij een contract bij de Amerikaanse voetbalbond. Hij werd getransfereerd naar Brighton & Hove Albion waar hij 1 keer in actie kwam. Datzelfde seizoen trok hij naar Watford FC waar hij niet aan spelen toekwam. Meola had echter maar een werkvergunning voor zes maanden zodat dit avontuur al snel eindigde wegens gebrek aan speeltijd. Hij probeerde nog een contract te versieren bij Toulouse FC, maar ook hiervoor verkreeg Meola geen werkvergunning.
In 1991 speelde Meola voor Fort Lauderdale strikers in de American Professional Soccer League. Op 14 december 1994 tekende Meola een contract bij Buffalo Blizzard, actief in het indoorkampioenschap National Professional Soccer League. Kort daarna tekende hij een contract bij Long Island Rough Riders in de United Soccer Leagues.

### In deMajor League Soccer
In 1996 ging de MLS van start. Meola begon het seizoen in 1996 bij de New York/New Jersey Metrostars waarvoor hij zou uitkomen tot 1998. Meola verhuisde in 1999 naar de Kansas City Wizards. In 2000 werd Meola verkozen tot beste doelman van de MLS. Meola won tevens ook de MLS Most Valuable Player. Mede als gevolg van zijn prestaties werden de Kansas City Wizards ook Amerikaans landskampioen. Meola speelde voor de Wizards tot eind 2004. In juni 2005 trok hij opnieuw naar de New York/New Jersey Metrostars waarvoor hij zou spelen tot medio 2007 toen hij een contract tekende bij New Jersey Ironmen, actief in de Major Indoor Soccer League.

## Interlandcarrière
Meola speelde op 10 juni 1988 zijn eerste interland voor de Verenigde Staten. Met het Amerikaans elftal nam Meola ook deel aan het Wereldkampioenschap voetbal 1990 in Italië. In groep A verloren de Amerikanen hun drie groepswedstrijden tegen Tsjecho-Slowakije, Oostenrijk,  en gastland Italië. Meola speelde alle wedstrijden volledig mee.
Ook na het WK bleef Meola eerste doelman van de Verenigde Staten. Met de VS won Meola de eerste editie van de CONCACAF Gold Cup. Op dit toernooi werd Meola ook verkozen tot beste speler.
Als gastland was de VS ook automatisch gekwalificeerd voor het Wereldkampioenschap voetbal 1994. In groep A speelde de VS, met Meola als kapitein, 1-1 gelijk tegen Zwitserland. Dankzij een 2-1 overwinning tegen Colombia kon de VS zich plaatsen voor de achtste finale. In deze 1/8e finale verloor de VS met 1-0 van later wereldkampioen Brazilië. Nadien werd Meola enkele jaren niet meer opgeroepen voor de nationale ploeg. Pas in 1999 werd Meola terug geselecteerd. Als gevolg van de prestaties van Brad Friedel en Kasey Keller was Meola niet langer de vaste doelman en mocht hij maar sporadisch nog aantreden met de nationale ploeg. Als derde doelman maakte Meola wel nog deel uit van de Amerikaanse selectie op het Wereldkampioenschap voetbal 2002. In 2006 speelde Meola zijn 100e en meteen laatste interland.

## Erelijst
Kansas City Wizards
- Amerikaans landskampioenschap

2000
- Beste doelman MLS

2000
- MLS Most Valuable Player

2000
 Amerikaans voetbalelftal
- CONCACAF Gold Cup

1991